# Numedalslågen
Numedalslågen est un fleuve du sud-est de la Norvège, un des plus longs du pays.

## Géographie
- Numedalslågen prend sa source sur le plateau de Hardangervidda et traverse les comtés de Buskerud et Vestfold en traversant la ville de Kongsberg pour se jeter dans le Skagerrak près de Larvik.

## Caractéristiques
- En amont de Numedalslågen de nombreuses centrales hydroélectriques ont été construites.
- Numedalslågen est connu pour être une rivière poissoneuse, où les saumons se trouvent en quantité bien qu'on ait récemment découvert un parasite (le Gyrodactylus salaris) dans Numedalslågen qui représente une menace pour le saumon. On trouve d'autres espèces dans Numedalslågen : truite, anguille et brochet.
- Il traverse la commune de Dagali